# Plethodontohyla
Plethodontohyla Boulenger, 1882 è un genere di rane della famiglia Microhylidae, endemico del Madagascar.

## Tassonomia
Comprende le seguenti specie:
- Plethodontohyla alluaudi (Mocquard, 1901)
- Plethodontohyla bipunctata (Guibé, 1974)
- Plethodontohyla brevipes Boulenger, 1882
- Plethodontohyla fonetana Glaw, Köhler, Bora & Rabibisoa, 2007
- Plethodontohyla guentheri Glaw & Vences, 2007
- Plethodontohyla inguinalis Boulenger, 1882
- Plethodontohyla matavy (D'Cruze, Köhler, Vences, and Glaw, 2010)
- Plethodontohyla mihanika Vences, Raxworthy, Nussbaum & Glaw, 2003
- Plethodontohyla notosticta (Günther, 1877)
- Plethodontohyla ocellata Noble & Parker, 1926
- Plethodontohyla tuberata (Peters, 1883)